# Философский язык
Философский язык (Язык Джона Уилкинса) — априорный язык, предложенный Джоном Уилкинсом в своем произведении «Опыт о подлинной символике и философском языке» (1668). Философский язык Уилкинса не заимствовал элементы из существующих языков, а строился по принципу пазиграфии. В основу языка было положено разделение всего сущего на сорок категорий, каждая из которых имеет дальнейшее иерархическое деление. Таким образом модель Уилкинса систематизировала мир от общего к частному.

## Предпосылки создания
Якоб Маат выделяет несколько основных предпосылок для проектов «философского языка»: а) философия Возрождения; б) мистическая традиция; в) упадок латыни как международного языка
Кроме этого, во время Английской революции особо остро встал вопрос криптологии. Интерес к ней не обошел и Уилкинсона, который в своей книге «Меркурий, или Тайный и быстрый посланник» описал различные методы шифрования, при этом особое внимание уделив речи определенных социумов, например, нищих, и языку жестов.
Уилкинс считал, что разнообразие языков затрудняет обучение наукам, так как много времени тратится на изучение смысла слов, а не сущности вещей

Для людей обычное дело относиться самым благоприятным образом к тому языку, с которым они лучше всего знакомы. Ясно, что иностранцы так же склонны жаловаться на недостатки в нашем языке, как и мы — на недостатки в их языке.— Джон Уилкинс. «Опыт о подлинной символике и философском языке»

## Структура языка
В основу философского языка Уилкинса положено разделение всего сущего на категории, каждая из которых имеет дальнейшее иерархическое деление. Этот метод позволял упорядочивать идеи по видам, а далее разбивать их на классы, систематизируя мир от общего к частному.
Систему своего собственного философского языка Уилкинс представил в виде мнемонических таблиц и схем. Он не считал, что его язык труден для изучения, так как знаки этого языка легко запомнить благодаря естественным связям между вещами.
Уилкинс осуществил классификацию всех понятий. Основные понятия у него разделены на шесть классов: A — абстрактные понятия (сверхчувственные), B — вещества, C — количества, D — качества, E — движения, F — отношения. Основные классы понятий делятся на подклассы, которых всего 40. Каждый класс и каждый подкласс символизируется определенной буквой и, следовательно, определенным звуком. Так возникают начальные звуковые комплексы слов: ba, be, bi… da, de, di… и т. д. Понятия далее делятся на менее общие: после согласной и гласной следует снова согласная.
Дальнейшее уточнение значений слов осуществляется путем окончания или приставки.
```
Бог
 в языке Уилкинса будет 
D
 а, 
мир
 = 
Da
, 
стихия
 = 
De
, 
камень
 = 
Di
, 
металл
 = 
Do
. Первый род cmuxиu — 
огонь
, будет 
Deb
, а первый вид огня — 
пламя
 будет 
Deba
. 
Дух
 будет выражаться  словом 
Dab
, противоположное понятие - 
тело
 - 
Odab
; 
Dad
 - 
небо
, 
Odad
 - 
ад
; 
Saba
 - 
царь
, 
Sava
 - 
царство
, деепричастие 
царствуя
 - 
Salba
, глагол страдательной формы со значением быть подвластным - 
Samba
 и т. д.
[
4
]
```

Из комбинаций первооснов (названий видов) составляются знаки следующей ступени: так, для обозначения рычать следует соединить компоненты голос и лев. Существуют значки для обозначения значения грамматических значений числа, определенности, различных грамматических форм.

## Критика
Попытка создания философского языка, не могла, однако, иметь практического значения по своей сложности и недостаточной рельефности морфологических элементов.
Так как Уилкинс ставит всю систему своего языка в зависимость от системы или классификации идей, то каждый успех науки, каждое новое научное открытие должны были бы колебать всю систему всеобщего языка, вызывая перестройку философской классификации, которая имела бы следствием и перестройку отвечающих идеям знаков-слов.
Например, Уилкинс помещает кита, согласно представлениям своего времени, в отдел рыб, и сообразно с этим кит обозначается известным сочетанием букв, которое должно будет измениться, если поместить кита в отдел млекопитающих.
Принимаемый Уилкинсом способ систематизации понятий демонстрирует часто крайне искусственное и нелогичное деление мира на категории. Борхес отмечает, что «красота» в этом языке определяется через понятие «живородящая продолговатая рыба».
В качестве другого примера столь странной категоризации Борхес «воспроизводит» статью из вымышленной древней китайской энциклопедии «Небесная империя благодетельных знаний», где животные делятся на:

а) принадлежащих Императору,

б) набальзамированных,

в) прирученных,

г) молочных поросят,

д) сирен,

е) сказочных,

ж) бродячих собак,

з) включённых в эту классификацию,

и) бегающих как сумасшедшие,

к) бесчисленных,

л) нарисованных тончайшей кистью из верблюжьей шерсти,

м) прочих,

н) разбивших цветочную вазу,

о) похожих издали на мух.

Оригинальный текст (исп.)
(a) pertenecientes al Emperador,

(b) embalsamados,

(c) amaestrados,

(d) lechones,

(e) sirenas,

(f) fabulosos,

(g) perros sueltos,

(h) incluidos en esta clasificación,

(i) que se agitan como locos,

(j) innumerables

(k) dibujados con un pincel finísimo de pelo de camello,

(l) etcétera,

(m) que acaban de romper un jarrón,

(n) que de lejos parecen moscas

Система Уилкинса, по Борхесу, таким образом демонстрирует невозможность постигнуть божественную схему мира через логическую категоризацию.

## Наследие
Проект философского языка Уилкинса пытался не только упростить грамматику, но и систематизировать все человеческие знания в символы или в иерархию. Эта идея привела к созданию французской энциклопедии эпохи Просвещения, Энциклопедия, или Толковый словарь наук, искусств и ремёсел.
Лейбниц и энциклопедисты пришли к выводу, что систематизировать человеческие знания в виде древа невозможно, соответственно невозможно создать язык, который основывался бы на классификации понятий.
После «Энциклопедии» дальнейшие проекты философских языков приобретали все более и более крайние формы. Отдельные авторы, часто не осведомленные об истории концепции, продолжали предлагать таксономические философские языки до начала 20 века (например, Ро). Более современные философские языки, напротив, отходят от идеи схем классификаций, как например Ифкуиль.
Умберто Эко выдвигает предположение, что, возможно, созданная Уилкинсом система с её «дефектами категоризации», есть прообраз того, что сегодня определяется как гипертекст, или компьютерная программа, которая посредством внутренних ссылок связывает каждый свой элемент (узел) со множеством других узлов.

 Может даже показаться, что Уилкинс, сам того не зная, стремился к тому, чему только сегодня мы смогли дать определение; он, возможно, хотел построить гипертекст. — Умберто Эко. «Поиски совершенного языка в европейской культуре», 264
В 1920 видный советский инженер-электротехник Сергей Андреевич Кукель-Краевский выдвинул проект „философского языка“ «QJ» («куджи») — идеографического письма, не зависящего
от звуковой передачи понятий в разных языках.